# Lesseps metróállomás
Lesseps egyike a Spanyolországban található barcelonai metró metróállomásainak.

## Nevezetességek az állomás közelében
| Név              | Típus                                                            | Koordináta                                               | Kép |
| ---------------- | ---------------------------------------------------------------- | -------------------------------------------------------- | --- |
| 9-es metróvonal  | automatizált vezető nélküli vasúti vonal repülőtéri vasúti járat | é. sz. 41,406717°, k. h. 2,149028°41.406717°N 2.149028°E |     |
| Plaça de Lesseps | tér                                                              | é. sz. 41,406983°, k. h. 2,150246°41.406983°N 2.150246°E |     |

## Metróvonalak
Az állomást az alábbi metróvonalak érintik:
- 3-as metróvonal

## Kapcsolódó állomások
Az állomáshoz az alábbi állomások vannak a legközelebb:
- Fontana (Zona Universitària, 3-as metróvonal)
- Vallcarca (Trinitat Nova, 3-as metróvonal)